# فاضل (روستا)
فاضل (به لاتین: Fazıl) یک منطقه مسکونی در جمهوری آذربایجان است که در شهرستان شکی واقع شده است. فاضل ۳۸۰ نفر جمعیت دارد.